# Lone Wolf and Cub: Final Conflict
Kozure Ōkami: Sono Chiisaki Te ni (japanisch: 子連れ狼 その小さき手に, dt.: Wolf mit Kind, in seinen kleinen Händen) ist ein japanischer Spielfilm aus dem Jahr 1993 unter der Regie von Akira Inoue.
Der Film basiert auf der Manga-Serie Lone Wolf and Cub von Kazuo Koike. Masakazu Tamura spielte Ogami auf ausdrücklichen Wunsch von Kazuo Koike hin.
Koike produzierte den Film mit dem Schwerpunkt auf Eltern-Kind-Liebe und nicht wie bei früheren Werken der Lone Wolf and Cub-Reihe mit dem Action-Schwerpunkt.

## Handlung
Die Geschichte spielt in einem unbestimmten Jahr der Edo-Zeit. Ogami Ittō, ein Samurai, der dem Tokugawa-Shogun als „Kogi Kaishaku-nin“, offizieller Scharfrichter, dient, ist das Ziel einer Verschwörung des Yagyu-Klans, der sich seinen Posten unter den Nagel reißen will, um ihn durch ein Mitglied der eigenen Familie zu ersetzen.
Als seine Frau ermordet wird und Beweise auftauchen, dass er ein Komplott gegen den Shogun schmiedet, verlangt der Bushido-Kodex von ihm, Seppuku zu begehen. Stattdessen widersetzt er sich den Befehlen des Tokugawa Shogun und nimmt mit seinem kleinen Sohn das Schwert gegen seine Feinde in die Hand, um ein Auftragsmörder zu werden.

## Besetzung
- Masakazu Tamura als Ogami Ittō[11][12]
- Tatsuya Nakadai als Yagyū Retsudō
- Yushi Shoda als Ogami Daigoro
- Isao Hashizume als Yagyū Bizen (Retsudōs jüngerer Bruder)
- Shima Iwashita als Oharu (Prostituierte)
- Kimiko Ikegami als Yagyū Chizuro (Yagyū Hyōgos Ehefrau)
- Renji Ishibashi als Matsudaira Suo no Kami
- Chōichirō Kawarasaki als Nitani Kenmotsu
- Hiroyuki Okita als Yagyū Hyōgo
- Hirotarō Honda[7] als Samurai (wird von Ogami Ittō exekutiert)
- Yūko Kotegawa Ogami's Ehefrau
- Tōru Masuoka als Yagyū Kurando
- Junkichi Orimoto als Rōjū von Tokugawa Shogunate
- Kunie Tanaka als Oshou
- Mayumi Wakamura als Yagyū Nanao (Retsudōs Tochter)
- Shiho Fujimura als Shino

## Weitere Würdigungen
- Ausführender Produzent
  - Yoshinobu Nishioka
- Art Direction von
  - Yoshinobu Nishioka

## Veröffentlichung
Lone Wolf and Cub: Final Conflict kam am 6. Februar 1993 in Japan in die Kinos, wo er von Shochiku vertrieben wurde.

## Auszeichnungen
- Japanese Academy Awards:
  - Bester Nebendarsteller: Kunie Tanaka[1][13]